# Nathaniel Carl Goodwin

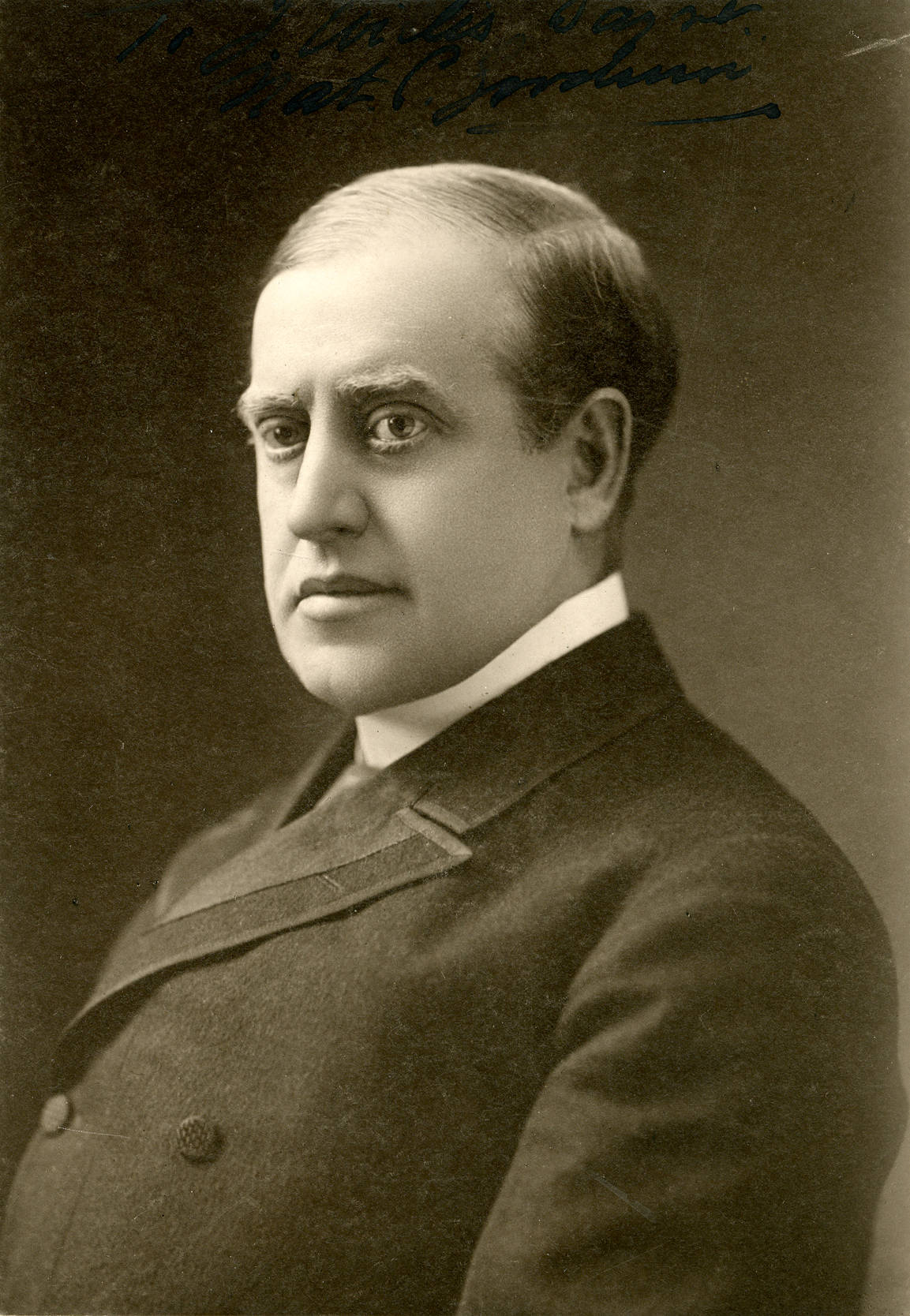
Nathaniel C. Goodwin (1902)

Nathaniel Carl Goodwin (oft kurz: Nat C. Goodwin; * 25. Juli 1857 in Boston; † 31. Januar 1919 in New York City) war ein US-amerikanischer Schauspieler. Er trat im Theater, im Varieté und in Filmen auf und war in dritter Ehe mit der Schauspielerin Maxine Elliott verheiratet.

## Leben
Nat Goodwin wurde 1857 in Boston geboren. Als Schüler und Student bemerkte er seine mimischen Fähigkeiten, es reifte der Wunsch Theaterschauspieler zu werden, und so begann er Shakespeare zu lesen und Schauspielstunden zu nehmen. 1873 schloss er das College ab, zog nach New York und arbeitete zunächst als Verkäufer und Hausmeister. Bei seinem ersten Auftritt im Providence Opera House verschlug es ihm vor lauter Lampenfieber die Sprache. So musste er einstweilen wieder als Verkäufer in Boston arbeiten. Aber er präsentierte stetig bei privaten und öffentlichen Anlässen seine Mimik, bis er ein Engagement am Athenaeum bekam, bei dem er bekannte Schauspieler imitierte. Dabei war er so erfolgreich, dass Joseph Brad einen Sketch für ihn schrieb. 1875 hatte er seine erste Sprechrolle im Theater von Tony Pastor und wenig später erschien er mit Minnie Palmer am Fourteenth Street Theatre. Von nun an übernahm Goodwin immer wichtigere Rollen.
1882 wurde Godwin sein eigener Manager und produzierte in den folgenden Jahren zahlreiche Opern von Gilbert und Sullivan.
Zwischen 1912 und 1916 trat Goodwin auch in einer Reihe von Filmen auf. In Oliver Twist spielte er die Rolle des Fagin.
Er starb 1919 in New York. Er wurde auf dem Milton Cemetery in Milton Massachusetts begraben.

## Filme
- 1915: Business Is Business
- 1915: The Master Hand
- 1912: Oliver Twist
- 1916: Wall Street Tragedy
- 1916: The Marriage Bond